# 都筑中央公園
都筑中央公園（つづきちゅうおうこうえん）は、神奈川県横浜市都筑区にある横浜市立の都市公園（総合公園）である。

## 概要
横浜市都筑区最大の公園で、港北ニュータウン土地区画整理事業により生まれたグリーンマトリックスシステムの中心的な機能を担った公園である。東端には杉山神社が鎮座している。また杉山神社一帯の地下には、縄文時代前期の貝塚や弥生・古墳時代の複合遺跡として知られる境田貝塚が広がっている。

## 園内の施設等

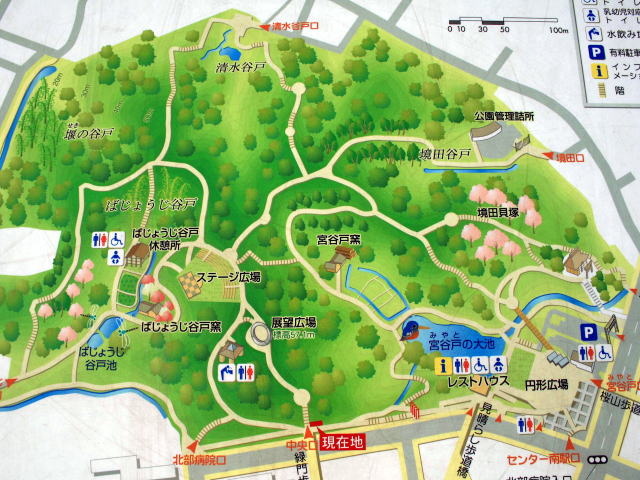
園内地図
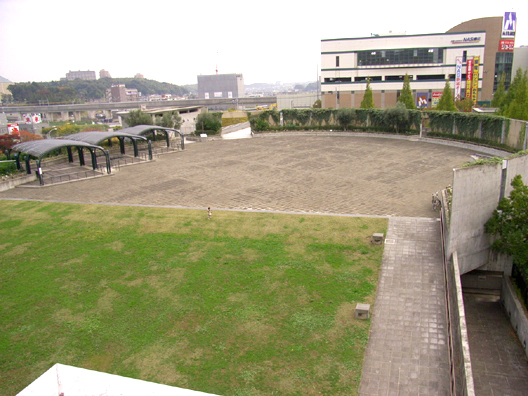
円形広場
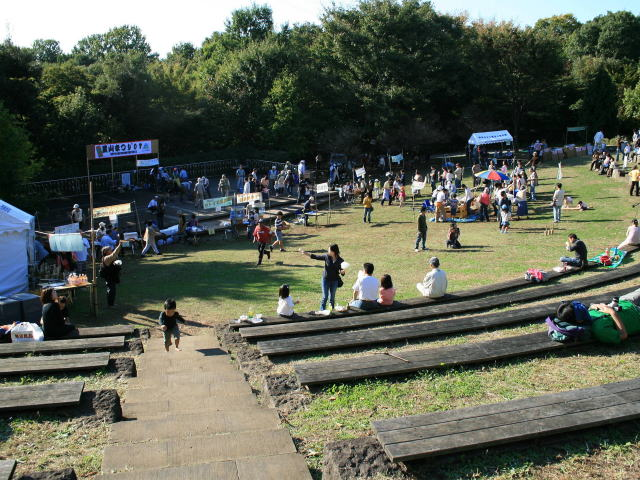
ステージ広場
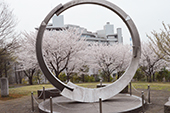
展望広場
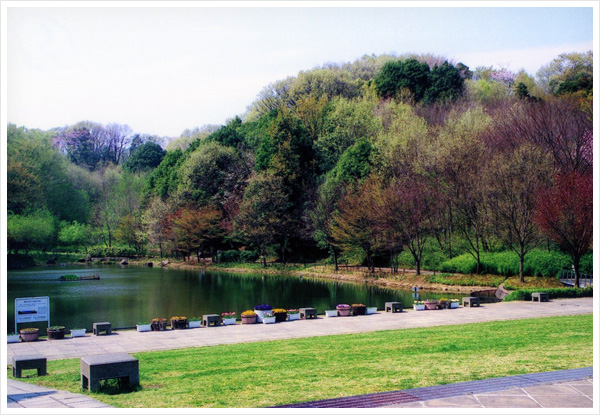
宮谷戸大池
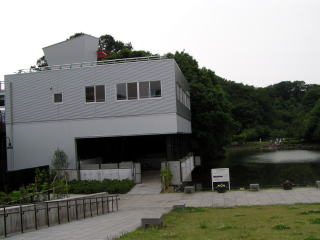
レストハウス
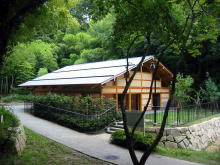
ばじょうじ谷戸休憩所
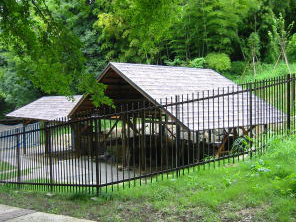
ばじょうじ谷戸 炭焼小屋
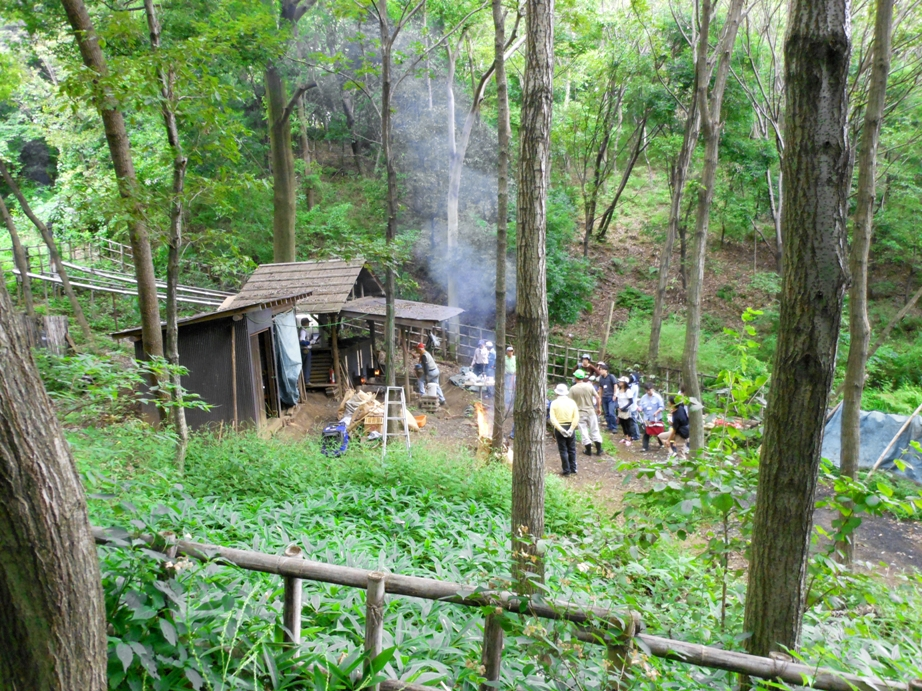
宮谷戸 炭焼小屋

## 園内の生物

### 野鳥
| ・アオサギ       | ・コサギ       |
| ・オオタカ       | ・コジュケイ   |
| ・コゲラ         | ・シジュウカラ |
| ・カルガモ       | ・シロハラ     |
| ・カワウ         | ・セキレイ     |
| ・カワセミ       | ・ツグミ       |
| ・キジバト       | ・ヒヨドリ     |
| ・エナガ         | ・ガビチョウ   |
| ・ツグミ         | ・アオジ       |
| ・キンクロハジロ | ・カイツブリ   |
| ・ジョウビタキ   | ・キビタキ     |

### 春の草花
| ・アマドコロ       | ・ハナミョウガ属   |
| ・ナルコユリ       | ・チゴユリ         |
| ・ニリンソウ       | ・イチリンソウ     |
| ・オオイヌノフグリ | ・ヒメオドリコソウ |
| ・キランソウ       | ・フキノトウ       |
| ・カントウタンポポ | ・ムラサキケマン   |
| ・タチツボスミレ   | ・ホトケノザ       |
| ・ナノハナ         | ・レンゲ           |
| ・キンラン         | ・ギンラン         |
| ・カジイチゴ       | ・ヘビイチゴ       |
| ・モミジイチゴ     | ・ニガイチゴ       |
| ・ヨコハマヒザクラ | ・フデリンドウ     |
| ・ウワミズザクラ   | ・マメザクラ       |
| ・ヤマザクラ       | ・オオシマザクラ   |

### 夏の草花
| ・アジサイ         | ・イチヤクソウ |
| ・ムサシアブミ     | ・マムシグサ   |
| ・キツネノカミソリ | ・ノカンゾウ   |
| ・センニンソウ     | ・ミゾソバ     |
| ・ウバユリ         | ・ホウズキ     |
| ・コバギボウシ     | ・ホタルブクロ |
| ・ミズタマソウ     | ・ミソハギ     |

### 秋の草花
| ・アレチヌスビトハギ | ・コガマ         |
| ・イヌショウマ       | ・ホトトギス     |
| ・コウヤボウキ       | ・マヤラン       |
| ・ケイトウ           | ・ミズヒキ       |
| ・ゲンノショウコ     | ・ミソハギ       |
| ・ツリフネソウ       | ・ムラサキシキブ |
| ・ホトトギス         | ・ヤマホトトギス |
| ・ハギ               | ・ヌスビトハギ   |
| ・ヤブハギ           | ・ヒガンバナ     |
| ・コマユミ           | ・ツリバナ       |
| ・ガンクビソウ       | ・ヤクシソウ     |

### 冬の草花
| ・ウメ         | ・ナンテン   |
| ・マンリョウ   | ・センリョウ |
| ・カラタチバナ | ・スイセン   |

## 交通
横浜市営地下鉄
■ブルーライン、■グリーンライン センター南駅　徒歩5分